# Salpa-Linie

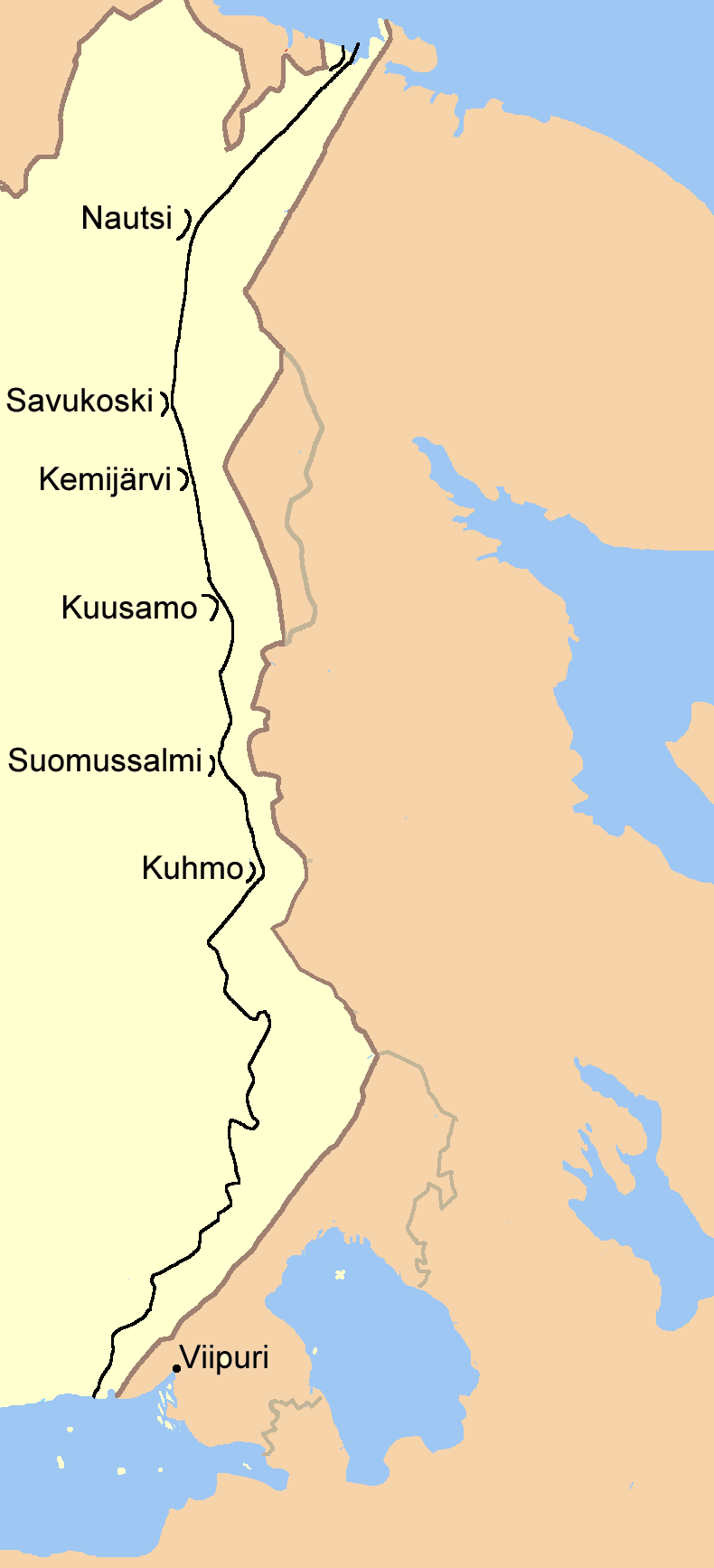
Salpa-Linie

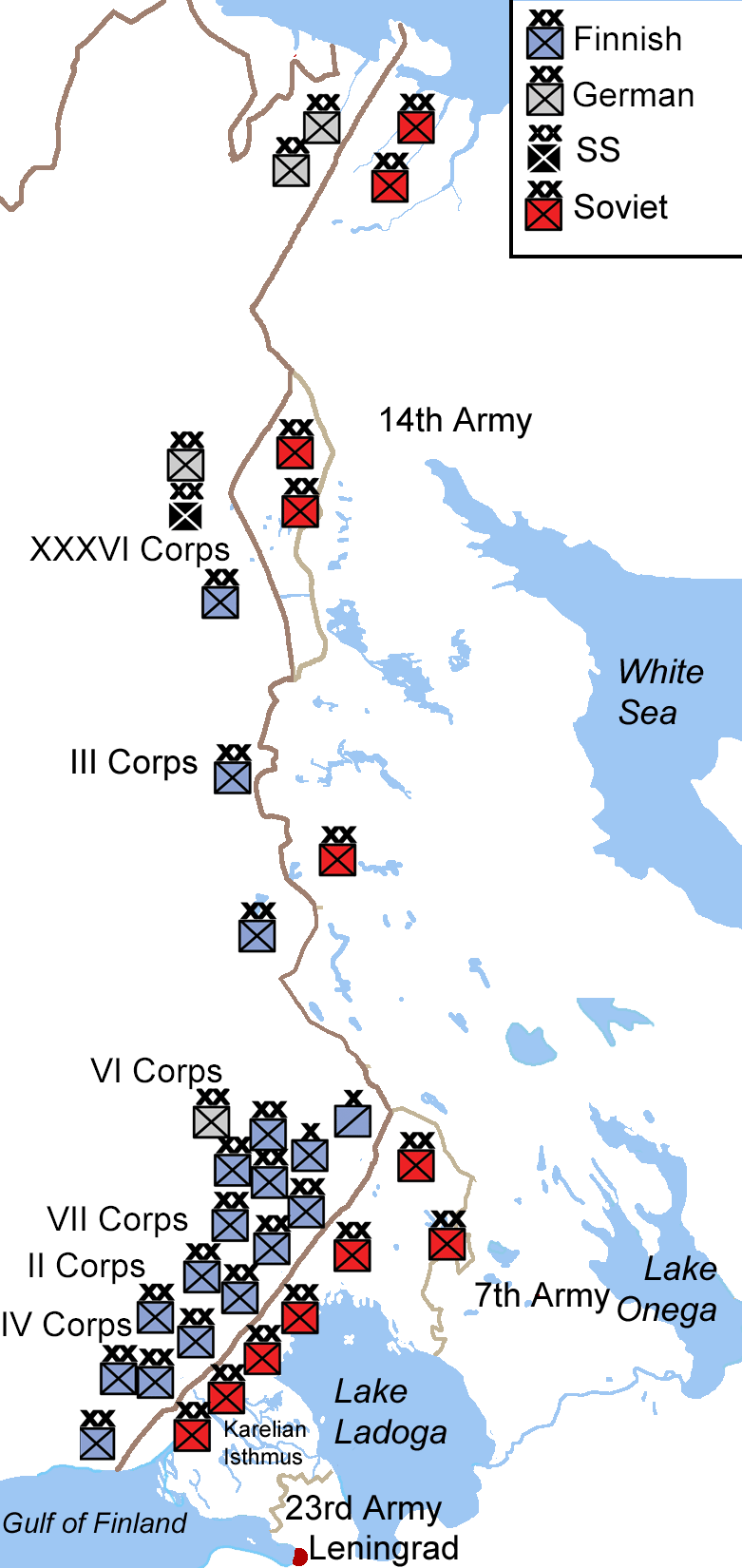
Truppenverteilung an der Salpa-Linie im Juni 1941

Die Salpa-Linie (finnisch: Salpalinja – Abriegelungslinie) war eine befestigte Verteidigungslinie längs der Ostgrenze Finnlands. Ihr offizieller Name lautete Suomen Salpa (Finnischer Riegel). Die 1.200 Kilometer lange Salpa-Linie wurde zwischen dem Ende des Winterkriegs 1940 und des Beginns des Fortsetzungskriegs 1941 errichtet. Die Linie erstreckte sich vom Finnischen Meerbusen bis nach Petsamo in Lappland. Nachdem 1944 der Vormarsch der Roten Armee bereits auf der Karelischen Landenge zum Erliegen gekommen war, wurde die Salpa-Linie überflüssig und aufgegeben.

## Geschichte der Linie

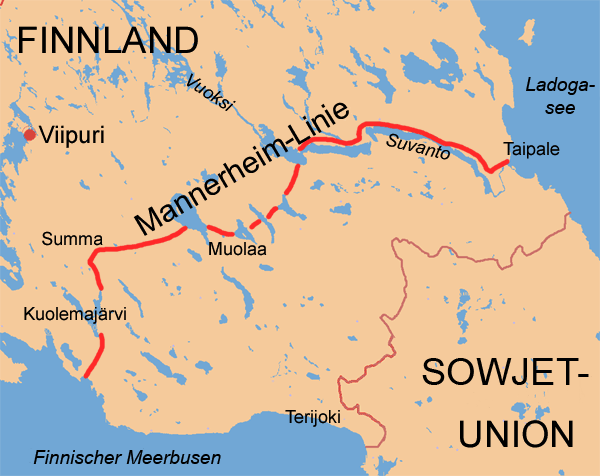
Die Mannerheim-Linie

Im Winterkrieg, vom 30. November 1939 bis zum 13. März 1940, war die Mannerheim-Linie die Hauptverteidigungslinie der Finnen auf der Karelischen Landenge, der wichtigsten Front des Krieges, gewesen. Auch wenn Teile der Linie bis zum Kriegsende gehalten werden konnten, musste diese mit dem Friedensschluss komplett der Sowjetunion überlassen werden.
Ab März 1940 begann man daher mit dem Bau einer neuen Verteidigungslinie, der Salpa-Linie, um die neu gezogene Ostgrenze Finnlands zu schützen. Im Frühjahr 1941 belief sich die Zahl der Arbeiter auf fast 35.000. Nach Wiederaufnahme der Kriegshandlungen im Sommer 1941 konnte Finnland jedoch sämtliche verlorenen Gebiete zurückerobern und darüber hinaus auf sowjetisches Gebiet vordringen. Die Befestigungsarbeiten an der Salpa-Linie wurden zunächst eingestellt und sämtliche bereits installierte Bewaffnung aus Bunkern und Gefechtsständen an die neu entstandene Front verlegt. Anfang 1944 wurde die Arbeit an der Salpa-Linie wieder aufgenommen und bis zum Ende des Krieges nach der Schlacht von Tali-Ihantala am 4. September 1944 fortgesetzt.
Die Befestigungen waren nie in Kampfhandlungen einbezogen, da die Rote Armee zum Ende des Fortsetzungskrieges bereits in Karelien aufgehalten werden konnte, lange bevor ihre Stoßtrupps im Sommer 1944 die Salpa-Linie erreichen konnten. Zu dieser Zeit war sie streckenweise nur noch mit Reservisten besetzt. Aber allein die Existenz dieser Verteidigungslinie brachte den Finnen in den folgenden Friedensverhandlungen Vorteile.

## Konstruktion
728 verschiedenartige Betonbauten, 315 Kilometer Drahtverhaue, 225 Kilometer Höckerlinie, 130 Kilometer Panzergräben, mehr als 3.000 Verschanzungen, 254 Infanterie-Schutzräume, endlose Schützengräben und zahllose Unterstände machten die Verteidigungslinie sehr sicher.
An den Küsten wurden auch alte 23- und 28-cm-Granatwerfer aus dem späten 19. Jahrhundert integriert. Die zahlreichen Seen, Sümpfe und niedrigen Felspartien des Saimaa-Seengebiets ließen sich als geografische Gegebenheiten in die Verlaufsplanung optimal miteinbeziehen, bestand das gesamte Areal doch aus einem Labyrinth aus Seen unterschiedlicher Ausdehnung, Tausenden von Inseln, Kanälen und Flüssen, sodass es leicht zu verteidigen war. 90 Prozent aller Verteidigungsbauten aus Beton der Salpa-Linie lagen im Abschnitt zwischen dem Finnischen Meerbusen und dem Saimaa-Seengebiet. Dieser Teil wurde auch als „Luumäki-Suomenlahti-linja“ (Luumäki-Meerbusen-Linie) oder einfach als „Luumäen-linja“ bezeichnet.

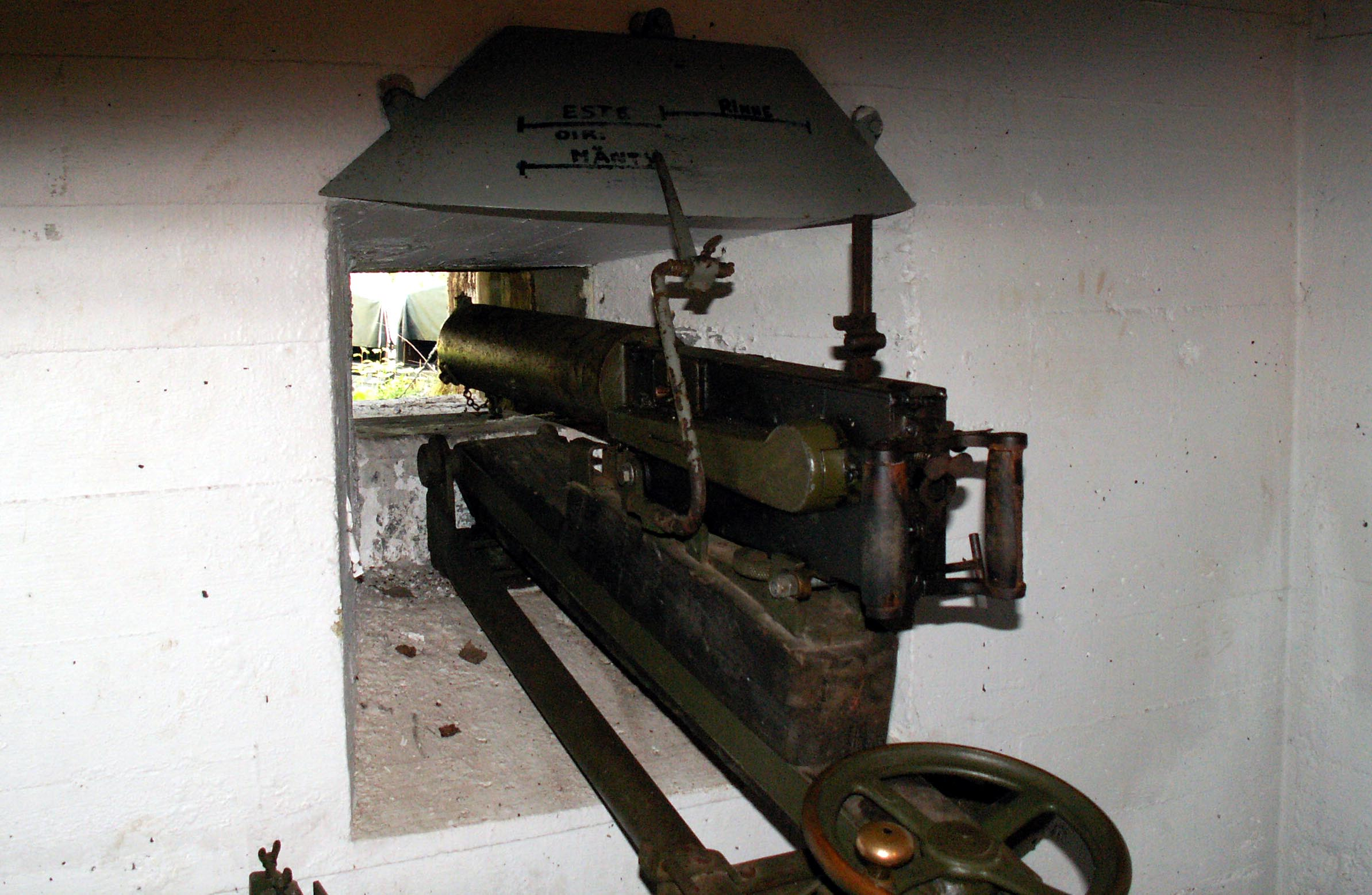
Maschinengewehr-Geschützstand an der Salpa-Linie
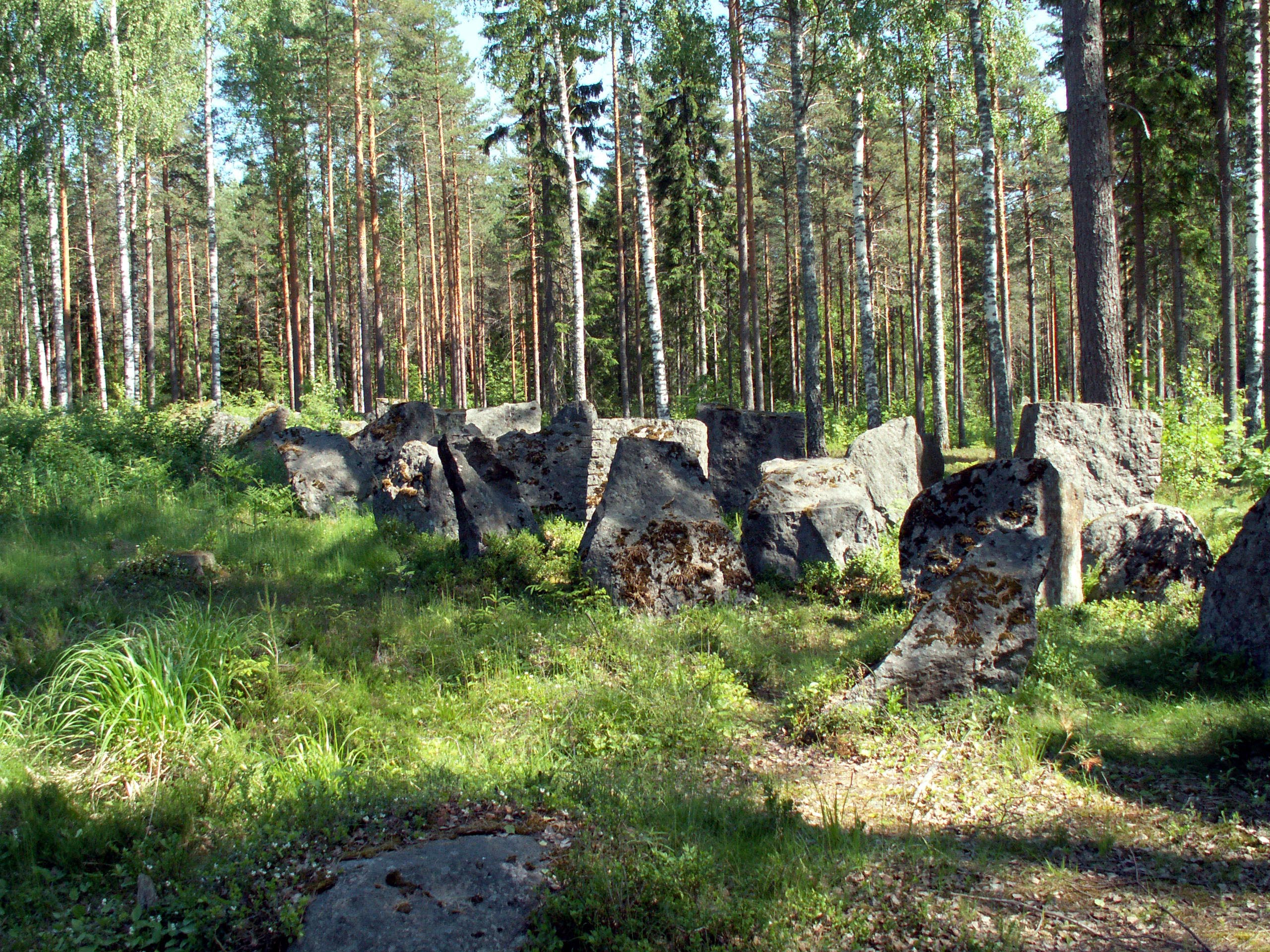
Panzersperren in Miehikkälä
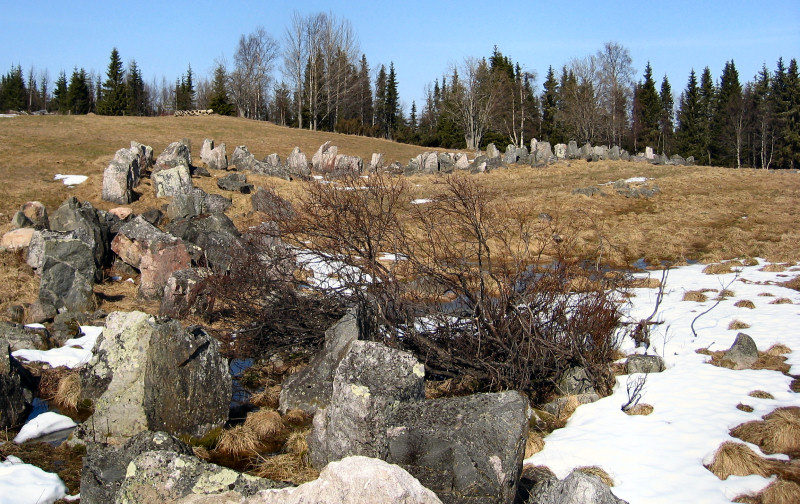
Panzersperren in Aholanvaara bei Salla (Finnland)
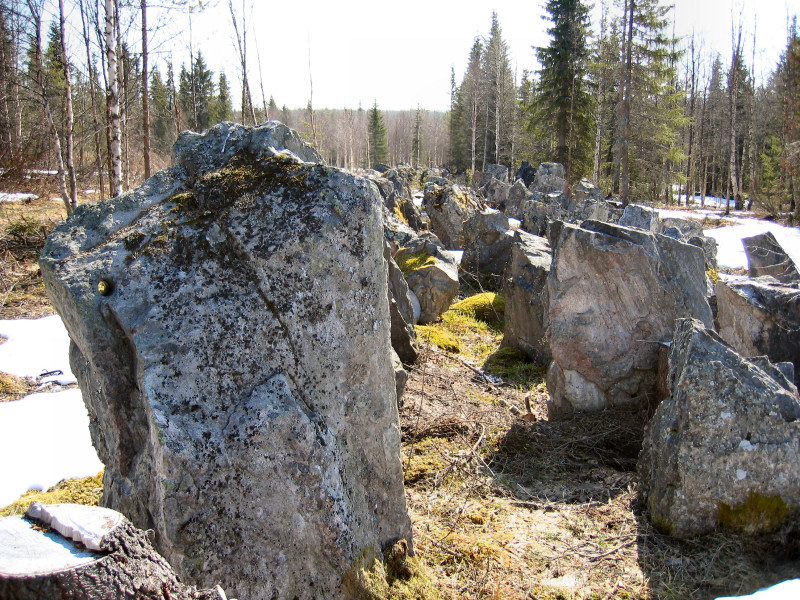
Panzersperren in Aholanvaara bei Salla (Finnland)